# Antarchaea bilinealis
Antarchaea bilinealis är en fjärilsart som beskrevs av John Henry Leech 1900. Antarchaea bilinealis ingår i släktet Antarchaea och familjen nattflyn. Inga underarter finns listade i Catalogue of Life.